# Primera División (Chile) 1997 Clausura
Die Primera División 1997 Clausura, auch unter dem Namen Campeonato Nacional Copa Banco del Estado 1997 bekannt, war die 66. Ausspielung der Primera División, der höchsten Spielklasse im Fußball in Chile. Die Saison wurde erstmals in zwei eigenständige Halbjahresmeisterschaften, der Torneo Apertura und der Torneo Clausura, aufgeteilt.
Die Meisterschaft der Clausura sicherte sich CSD Colo-Colo. Für den Rekordmeister war es bereits der 21. Meisterschaftstitel. Das Team qualifizierte sich damit neben dem Meister der Apertura Universidad Católica für die Copa Libertadores 1998. Die Copa Chile 1997 wurde nicht ausgespielt.
Die beiden Teams Unión Española und Deportes Antofagasta stiegen in die zweite Liga nach Ermittlung der Gesamttabelle ab.

## Modus
Erstmals wird die Saison in Apertura und Clausura aufgeteilt und somit auch zwei Meister ermittelt. Die 16 Mannschaften spielen im Jeder-gegen-jeden-Modus je einmal in der Apertura und der Clausura gegeneinander. Meister sind jeweils die Mannschaften mit den meisten Punkten der Ligatabelle und qualifizieren sich für die Copa Libertadores. Bei Punktgleichheit entscheidet ein Entscheidungsspiel um die bessere Position, wenn es um die Meisterschaft geht. In den anderen Fällen entscheidet das Torverhältnis. Die Absteiger in die zweite Liga werden anhand der Punktzahl der Gesamttabelle nach Ende der Clausura ermittelt.

## Teilnehmer
Die Absteiger der Vorsaison CD O’Higgins und Regional Atacama wurden durch die Aufsteiger Deportes La Serena und Deportes Puerto Montt ersetzt. Folgende Vereine nahmen daher an der Meisterschaft 1997 teil:
| Mannschaft            | Stadt             |
| --------------------- | ----------------- |
| Audax Italiano        | Santiago de Chile |
| CD Cobreloa           | Calama            |
| CSD Colo-Colo         | Santiago de Chile |
| Coquimbo Unido        | Coquimbo          |
| Deportes Antofagasta  | Antofagasta       |
| Deportes Concepción   | Concepción        |
| Deportes La Serena    | La Serena         |
| Deportes Puerto Montt | Puerto Montt      |
| Deportes Temuco       | Temuco            |
| CD Huachipato         | Talcahuano        |
| CD Palestino          | Santiago de Chile |
| Provincial Osorno     | Osorno            |
| Santiago Wanderers    | Valparaíso        |
| Unión Española        | Santiago de Chile |
| Universidad Católica  | Santiago de Chile |
| Universidad de Chile  | Santiago de Chile |

## Ligatabelle
| Pl.                                | Verein                    | Sp. | S  | U | N | Tore    | Diff. | Punkte |
| ---------------------------------- | ------------------------- | --- | -- | - | - | ------- | ----- | ------ |
| 1.                                 | CSD Colo-Colo (P)         | 15  | 11 | 2 | 2 | 033:190 | +14   | 35     |
| 2.                                 | Universidad Católica (M)  | 15  | 9  | 3 | 3 | 025:150 | +10   | 30     |
| 3.                                 | Audax Italiano            | 15  | 9  | 2 | 4 | 031:160 | +15   | 29     |
| 4.                                 | Universidad de Chile      | 15  | 7  | 5 | 3 | 036:170 | +19   | 26     |
| 5.                                 | CD Cobreloa               | 15  | 7  | 4 | 4 | 028:170 | +11   | 25     |
| 6.                                 | Deportes Puerto Montt (N) | 15  | 6  | 4 | 5 | 021:200 | +1    | 22     |
| 7.                                 | Provincial Osorno         | 15  | 5  | 6 | 4 | 019:150 | +4    | 21     |
| 8.                                 | Coquimbo Unido            | 15  | 5  | 6 | 4 | 015:130 | +2    | 21     |
| 9.                                 | Deportes La Serena (N)    | 15  | 5  | 4 | 6 | 021:200 | +1    | 19     |
| 10.                                | CD Palestino              | 15  | 5  | 2 | 8 | 013:210 | −8    | 17     |
| 11.                                | Deportes Antofagasta      | 15  | 5  | 2 | 8 | 015:270 | −12   | 17     |
| 12.                                | CD Huachipato             | 15  | 4  | 4 | 7 | 013:220 | −9    | 16     |
| 13.                                | Unión Española            | 15  | 4  | 3 | 8 | 022:270 | −5    | 15     |
| 14.                                | Deportes Temuco           | 15  | 4  | 3 | 8 | 018:310 | −13   | 15     |
| 15.                                | Santiago Wanderers        | 15  | 2  | 5 | 8 | 013:260 | −13   | 11     |
| 16.                                | Deportes Concepción       | 15  | 2  | 5 | 8 | 015:320 | −17   | 11     |
| Quelle: rsssf.org, Stand: Endstand |                           |     |    |   |   |         |       |        |

| (M) | Meister der Apertura |
| (N) | Aufsteiger           |

## Beste Torschützen
| Rang | Spieler          | Klub                  | Tore |
| ---- | ---------------- | --------------------- | ---- |
| 1    | Richart Báez     | Universidad de Chile  | 10   |
|      | Rubén Vallejos   | Deportes Puerto Montt | 10   |
| 3    | Hugo Brizuela    | Audax Italiano        | 9    |
| 4    | Rodrigo Barrera  | Universidad de Chile  | 7    |
|      | David Bisconti   | Universidad Católica  | 7    |
|      | Mauricio Giganti | Unión Española        | 7    |
|      | Marcos Lencina   | Provincial Osorno     | 7    |

## Gesamttabelle
| Pl.                                | Verein                    | Sp. | S  | U  | N  | Tore    | Diff. | Punkte |
| ---------------------------------- | ------------------------- | --- | -- | -- | -- | ------- | ----- | ------ |
| 1.                                 | CSD Colo-Colo (M, P)      | 30  | 22 | 6  | 2  | 060:310 | +29   | 72     |
| 2.                                 | Universidad Católica      | 30  | 20 | 7  | 3  | 061:280 | +33   | 67     |
| 3.                                 | Universidad de Chile      | 30  | 15 | 11 | 4  | 067:310 | +36   | 56     |
| 4.                                 | CD Cobreloa               | 30  | 13 | 8  | 9  | 054:390 | +15   | 47     |
| 5.                                 | Audax Italiano            | 30  | 12 | 8  | 10 | 051:400 | +11   | 44     |
| 6.                                 | Coquimbo Unido            | 30  | 11 | 8  | 11 | 043:390 | +4    | 41     |
| 7.                                 | Provincial Osorno         | 30  | 8  | 14 | 8  | 035:330 | +2    | 38     |
| 8.                                 | Deportes La Serena (N)    | 30  | 10 | 7  | 13 | 044:450 | −1    | 37     |
| 9.                                 | Deportes Temuco           | 30  | 11 | 4  | 15 | 044:490 | −5    | 37     |
| 10.                                | CD Huachipato             | 30  | 9  | 9  | 12 | 033:390 | −6    | 36     |
| 11.                                | CD Palestino              | 30  | 9  | 6  | 15 | 025:450 | −20   | 33     |
| 12.                                | Deportes Concepción       | 30  | 8  | 9  | 13 | 036:580 | −22   | 33     |
| 13.                                | Deportes Puerto Montt (N) | 30  | 8  | 8  | 14 | 039:490 | −10   | 32     |
| 14.                                | Santiago Wanderers        | 30  | 6  | 13 | 11 | 037:500 | −13   | 31     |
| 15.                                | Unión Española            | 30  | 8  | 4  | 18 | 037:620 | −25   | 28     |
| 16.                                | Deportes Antofagasta      | 30  | 7  | 4  | 19 | 029:580 | −29   | 25     |
| Quelle: rsssf.org, Stand: Endstand |                           |     |    |    |    |         |       |        |

| (M) | Vorjahresmeister     |
| (P) | Vorjahrespokalsieger |
| (N) | Aufsteiger           |